# João Marques
João Miguel Vieira Freitas Silva Marques (nacido el 13 de febrero de 2002) es un futbolista profesional portugués que juega como extremo o centrocampista ofensivo en el club Gil Vicente de la Primeira Liga.

## Carrera profesional
Marques fue jugador juvenil del Sporting CP, Barreirense y Vitória Setúbal. Comenzó su carrera senior con Vitória Setúbal en la tercera división portuguesa en 2020. En el verano de 2021, fue transferido al club Estoril de la Primeira Liga. El 10 de abril de 2023 amplió su contrato con el Estoril hasta 2026. Hizo su debut profesional con ellos en un empate 0-0 en la Taça da Liga con Tondela el 19 de noviembre de 2022.
El 1 de febrero de 2024, el Braga, un club de la Primeira Liga, comunicó que había alcanzado un acuerdo con el Estoril para la contratación de Marques, por un monto de transferencia de 3,5 millones de euros, cifra que podría ascender a 4,5 millones de euros mediante incentivos, además de una comisión del 10% en caso de una futura venta. Marques se unirá al Braga al inicio de la temporada 2024-25, firmando un contrato por cinco años, con una cláusula de rescisión establecida en 30 millones de euros.

## Carrera internacional
Marques es un internacional juvenil de Portugal, habiendo jugado con la selección de Portugal Sub-21 en una serie de partidos de clasificación para el Campeonato de Europa Sub-21 de la UEFA de 2025 en septiembre de 2023.